# 劉磐
劉 磐（りゅう ばん、生没年不詳）は、中国後漢末期の武将。荊州牧劉表の従子。本貫は兗州山陽郡高平県。

## 事績
『三国志』呉書 太史慈伝によると驍勇なる武将で、孫策の支配地域である艾・西安などの諸県にたびたび侵攻していた。
そこで孫策は、太史慈を建昌都尉に任じて近隣6県を統治させ、諸将を率いて劉磐の侵攻を防がせた。すると以降は、劉磐の侵攻は影を潜めた。
また『三国志』蜀書 黄忠伝によると、劉表の命で黄忠と共に、長沙郡の攸県を守った。黄忠はその後は韓玄、次いで劉備の配下に入ったが、劉磐のその後の動向は不明。
羅貫中の小説『三国志演義』では第53回で登場。当時は在野にあったが、劉備が長沙郡を制圧した後、黄忠の推挙を受けて長沙を統治した。